# 辛巴利斯塔猶太會堂和猶太遺產中心
32°06′45″N 34°48′19″E / 32.11250°N 34.80528°E

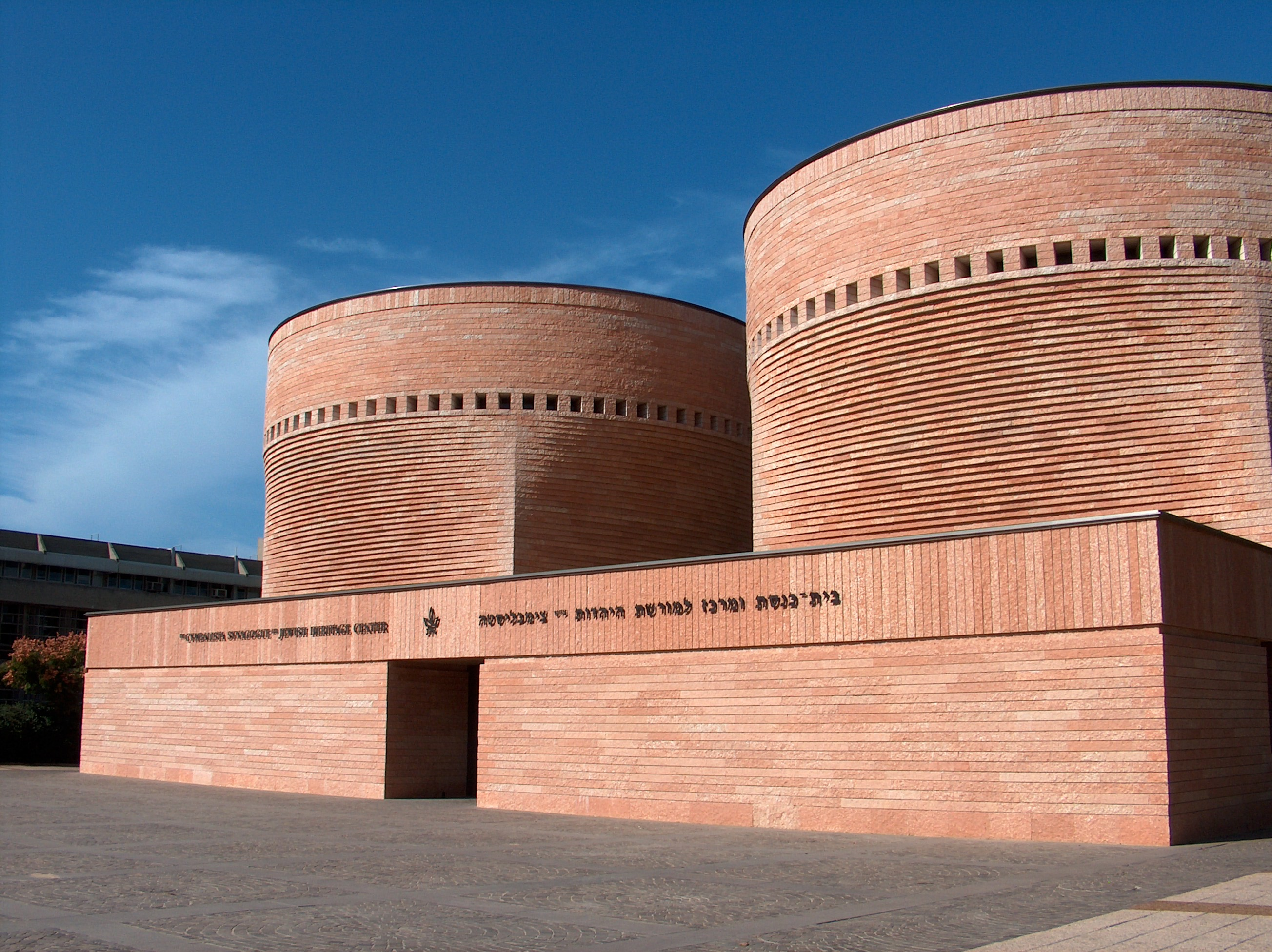
辛巴利斯塔猶太會堂和猶太遺產中心

辛巴利斯塔猶太會堂和猶太遺產中心（希伯來語：‎）是以色列特拉維夫大學的一座文化中心和主要猶太會堂。辛巴利斯塔猶太會堂和猶太遺產中心設計於1996年，設計者是瑞士建築家馬里奧·博塔，修建於1997年至1998年。建築的設計理念體現了猶太人的傳統宗教觀。